# Championnat de Suisse masculin de handball 2012-2013
 (juillet 2022).
Si vous disposez d'ouvrages ou d'articles de référence ou si vous connaissez des sites web de qualité traitant du thème abordé ici, merci de compléter l'article en donnant les références utiles à sa vérifiabilité et en les liant à la section « Notes et références ».
Navigation
SHL 2011-2012 SHL 2013-2014
Le championnat de Suisse de handball 2012-2013 est la soixantième-quatrième édition de cette compétition.
Le championnat de QHL de handball est le plus haut niveau du championnat de Suisse de ce sport. Dix clubs participent à la compétition.